# メーストール
メーストール（古希: Μήστωρ, Mēstōr）は、ギリシア神話の人物である。長母音を省略してメストルとも表記される。主に、
- ペルセウスの子
- プリアモスの子

の2人が知られている。以下に説明する。

## ペルセウスの子
このメーストールは、ミュケーナイ王ペルセウスとアンドロメダーの子で、アルカイオス、ステネロス、ヘレイオス、エーレクトリュオーン、ゴルゴポネーと兄弟。ペロプスの娘リューシディケーとの間にヒッポトエーをもうけた。ヒッポトエーはタピオスの母、タピオスはプテレラーオスの父。
後にプテレラーオスの子供たちは、ミュケーナ王エーレクトリュオーンに祖メーストールの土地を渡すよう求め、争いになった。

## プリアモスの子
このメーストールは、トロイア王プリアモスの子の1人。トロイア戦争の際にアキレウスがイーデー山を攻めたとき、アイネイアースは逃げたためメーストールは殺された。『イーリアス』にはプリアモスがメーストールの死を嘆く場面がある。

## その他のメーストール
- プラトーンによれば、ポセイドーンとクレイトーの10人の子の1人で、アトランティスの王アトラースと兄弟[7]。
- タポス王プテレラーオスの子の1人[1]。